# Obetia tenax
Obetia tenax är en nässelväxtart som först beskrevs av Nicholas Edward Brown, och fick sitt nu gällande namn av Ib Friis. Obetia tenax ingår i släktet Obetia och familjen nässelväxter. Inga underarter finns listade i Catalogue of Life.